# Lonchotus lentus
Lonchotus lentus är en skalbaggsart som beskrevs av Hermann Burmeister 1847. Lonchotus lentus ingår i släktet Lonchotus och familjen Dynastidae. Inga underarter finns listade i Catalogue of Life.